# Goobarragandra River
Der Gooburragandra River ist ein Fluss im Südosten des australischen Bundesstaates New South Wales. 
Er entspringt an den Hängen des Peppercorn Hill im nördlichen Teil des Kosciuszko-Nationalparks. Von dort fließt er nach Nordwesten und mündet auf den Tumut Plains oberhalb der Stadt Tumut in den Tumut River.
Der Gooburragandra River verläuft ausnahmslos durch unbesiedeltes, größtenteils hochalpines Gebiet.